# Nagele

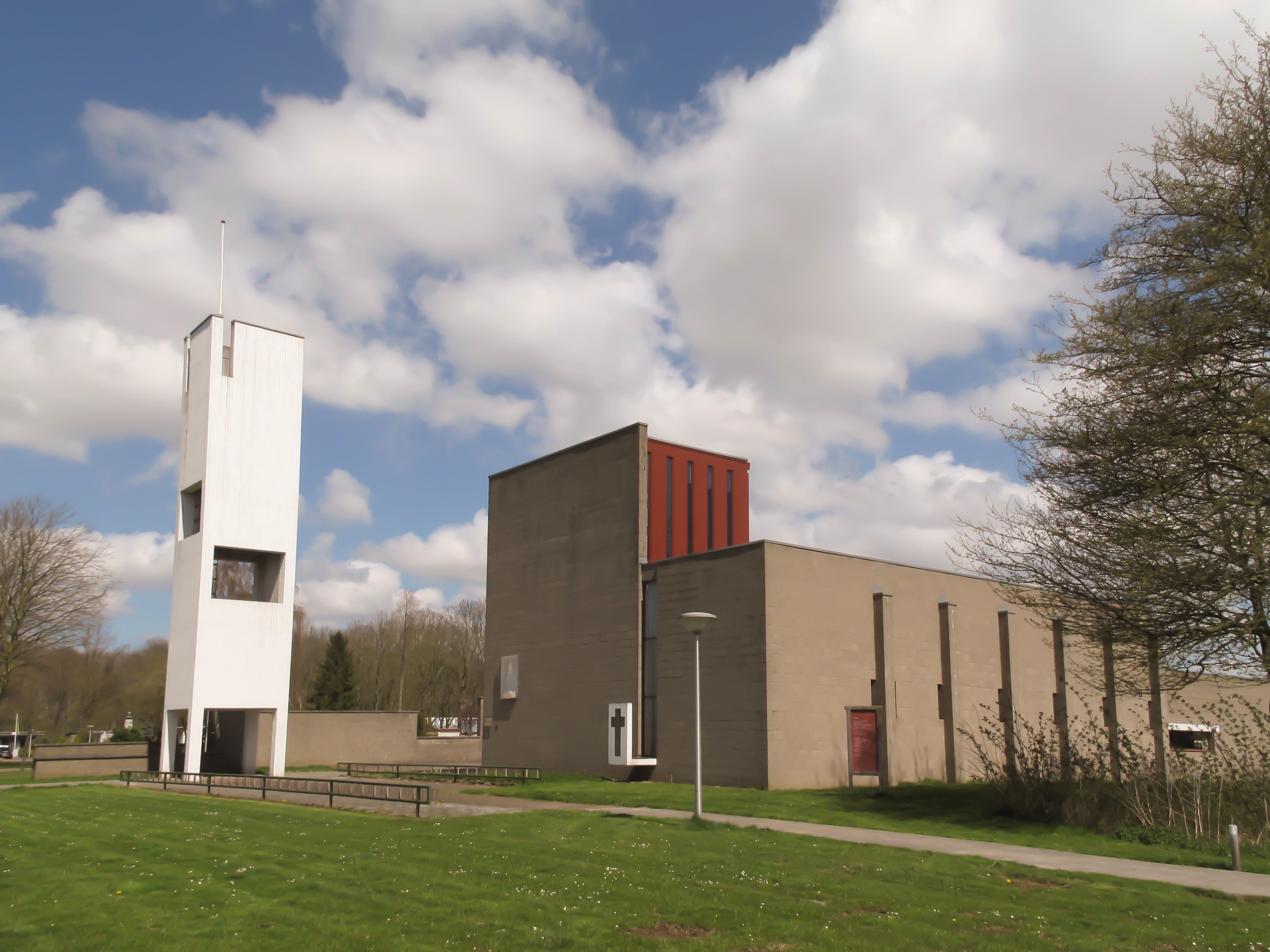
Nagele, église: de Samen op Wegkerk

Nagele est l'un des dix villages de la commune néerlandaise de Noordoostpolder, dans la province du Flevoland.
Le village a été créé en 1956. Le 1er juillet 2006, Nagele compte 2 011 habitants. Ce village récent tire son nom d'une ancienne île située entre Urk et Schokland.